# Carranque
Carranque település Spanyolországban, Toledo tartományban. Carranque Illescas, El Viso de San Juan, Casarrubios del Monte, Batres, Serranillos del Valle és Ugena községekkel határos. Lakosainak száma 5418 fő (2024).

## Népesség
A település népessége az utóbbi években az alábbiak szerint változott:
| Lakosok száma | 1829 | 2286 | 3041 | 3896 | 4473 | 4619 | 4681 | 4846 | 5155 | 5418 |
|               | 2001 | 2004 | 2007 | 2009 | 2012 | 2014 | 2017 | 2019 | 2022 | 2024 |